# Classes Plantarum

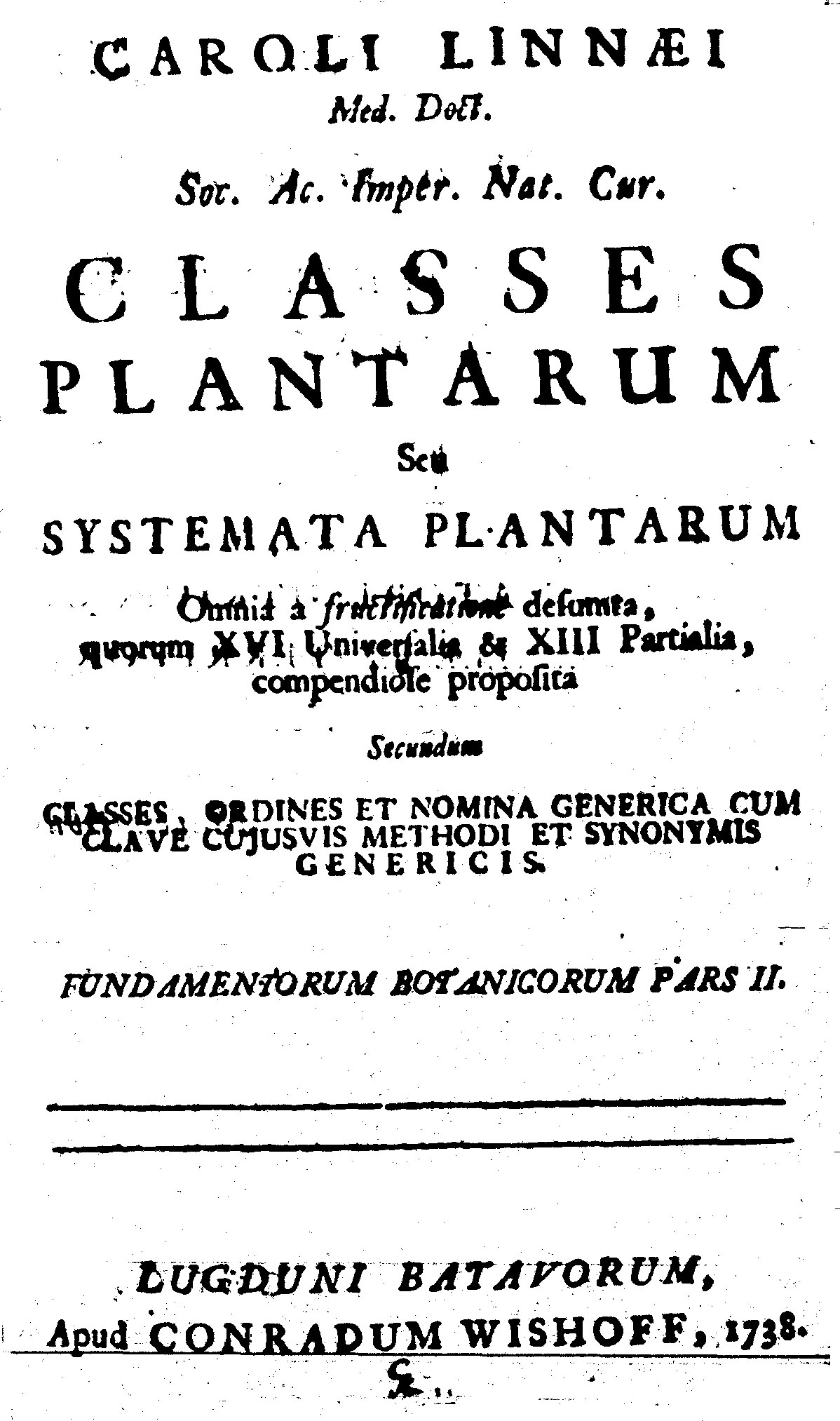
Portada de Classes Plantarum de Linneo en 1838.

Classes Plantarum ("Clases de plantas", Leiden, octubre 1738) fue escrito por Carlos Linneo, un botánico, médico, zoólogo y naturalista sueco. En esta obra Linneo realiza una revisión histórica de los sistemas clasificatorios de los vegetales realizados por los naturalistas que lo precedieron, y describe un esbozo de clasificación natural al establecer 28 órdenes "naturales", cada uno de los cuales es aproximadamente equivalente a una familia actual.
Es una elaboración de aforismos del 53 al 77 de su Fundamenta Botanica y un volumen complementario a su Species Plantarum, Genera Plantarum, Critica Botanica, y Philosophia Botanica.